# عدنان يلدز
عدنان يلدز (بالتركية: Adnan Yıldız)‏ (19 أغسطس 1966 في تركيا - ) هو لاعب كرة قدم تركي في مركز قلب الدفاع. لعب مع بورصا سبور وبولو سبور وBelediye Kütahyaspor ‏ وÇanakkale Dardanelspor ‏ وZeytinburnuspor ‏ وÜsküdar Anadolu S.K. ‏.

## وصلات خارجية
- عدنان يلدز على موقع اتحاد تركيا (لاعب) (الإنجليزية)
- عدنان يلدز على موقع قاعدة بيانات كرة القدم.إي يو (الإنجليزية)